# アコヤガイ
アコヤガイ（阿古屋貝、珠母、学名: Pinctada fucata martensii）は、ウグイスガイ目ウグイスガイ科に分類される二枚貝の一種。真珠養殖に利用される「真珠母貝」の一つで、天然でも殻内に真珠を持つことがある。クロチョウガイやマベとともに「真珠貝」としてよく知られている。全体に膨らみが薄く、貝殻が柔らかい。

## 概要
殻長は約5センチメートル。貝殻は平たい半円形で、中央部は厚いが縁は層状になっており、薄く剥がれる。左右対称ではなく左が深い。貝殻の外側は緑黒色か緑白色だが、内側は強い真珠光沢がある。
太平洋とインド洋の熱帯・亜熱帯の海に広く分布し、日本でも房総半島以南に分布する。通常は干潮線帯から水深3メートルくらいまでの岩礁に生息。足糸を出して岩石や刺胞動物に自分の体を固定して生活する。
雌雄同体で性転換する。

## 利用

### 真珠養殖
貝殻の内側に異物が混入すると、その異物を核として真珠層を巻く性質があり、真珠の養殖に使用されている。養殖では、別の貝の貝殻を球状に加工したものを核としている。埋め込む核は2個であることが多い。ボタンやカフリンクス、ネクタイピン、真珠、ネックレス、指輪等の装身具に用いられる。
産卵期は5~9月。受精後約20日で殻高0.2mmほどに成長、足糸を出して浅瀬の岩に付着する。プランクトンや有機性懸濁物を濾過して、エネルギーとすることが多い。ある程度成長すると、養殖が可能となり、養成場へ移される。
日本では愛媛県の宇和海、長崎県の大村湾、三重県の英虞湾などで養殖されている。ほかにも、西日本各地の透明度の高い内湾でアコヤガイを利用した真珠養殖が行われている。浜揚げ目安は3年の経過である。
1990年代後半に感染症が拡大したため日本のアコヤガイ養殖は打撃を受け、中国産のアコヤガイが導入された。中国産は病気には強いが真珠の品質が劣るため、交雑が問題となっている。
2019年以降、愛媛県の宇和海で稚貝が大量死する例が見られた。2022年までに国と愛媛県の研究機関は、原因がビルナウイルス科に分類される新種のウイルスに感染したものと特定した。

### 食用
旬は11~1月の浜揚げの時期であり、主に冬の味覚である。
貝柱は曲玉形をしており食用にされ、真珠を取り出す際に別に採取する。食材としては串焼き、天ぷら、茶碗蒸し、粕漬け（真珠漬）などに使用されるが、古くは日干ししていた。熱を通すと硬くなりやすい。
バカガイなどに比べても旨味が薄いため値段は安く、貝柱は地元ではバター焼きなどとして食される。

## 語源
阿古屋は現在の愛知県阿久比町の古い地名で、この辺りで採れた真珠を阿古屋珠（あこやだま）と呼んだことから、真珠のことも阿古屋と呼ぶようになった。また江戸時代後期の武蔵石壽による『目八譜』第四巻の(二)に『真珠介』として図示され、『観文介譜』や『啓蒙』で『アコヤカヒ』と言われている貝で、和名類聚抄では『貽貝』(イガイ)と呼ばれていたと記されている。

## ゲノム解読
2012年2月8日、沖縄科学技術大学院大学、ミキモト、東京大学などの研究チームがアコヤガイのゲノム全解読に成功したと発表した。アコヤガイのDNAは約11億塩基対でヒトの約3分の1あり、特定された遺伝子は約2万3300個。今回のゲノム全解読は、軟体動物としては初めての例となる。真珠形成のメカニズムの解明や、国産アコヤガイを識別して真珠の質の維持と向上などが期待されている。

## 分類
アコヤガイ属（Pinctada属）の分類
- モスソアコヤガイ Pinctada albina Shark Bay Pearl Oyster - オーストラリアに分布
- Pinctada atropurpurea
- Pinctada chemnitzi
- ベニコチョウガイ Pinctada fucata
  - アコヤガイ Pinctada fucata martensii
- Pinctada laosensis
- モスソアコヤガイ Pinctada maculata
- クロチョウガイ（黒蝶貝） Pinctada margaritifera Black-lip Oyster
- Pinctada martensi
- シロチョウガイ（白蝶貝） Pinctada maxima White-lip Oyster or Gold-lip oyster
- Pinctada nigra
- Pinctada radiata Gulf Pearl Oyster
- Pinctada virens